# Myha'la Herrold
Myha'la Herrold, född 6 april 1996 i Kalifornien, är en amerikansk skådespelare.
Herrold har bland annat medverkat i filmerna The Honeymoon från 2022 och Leave the World Behind från 2023. Hon har även medverkat i TV-serien Industry (2020-2022).

## Filmografi (i urval)
- 2019 – Modern Love (TV-serie)
- 2020–2022 – Industry (TV-serie)
- 2022 – Bodies Bodies Bodies
- 2022 – The Honeymoon
- 2023 – Leave the World Behind
- 2023 – Dumb Money
- 2025 – Swiped
- 2025 – Dead Man's Wire